# Горње Међурово
Горње Међурово је насељено место у градској општини Палилула на подручју града Ниша у Нишавском округу. Налази се на алувијалној тераси Јужне Мораве на око 6 км југозападно од центра Ниша. Према попису из 2022. било је 919 становника (према попису из 1991. било је 1016 становника).

## Историја
Горње Међурово је старо, већ у средњем веку засељено село, јер га је турски попис из 1498. године затекао са 60 кућа, 17 неожењених, 1 муслиманом, 3 удовичке куће, 1 рајинском воденицом и са дажбинским обавезама од 5.638 акчи. Према турском попису нахије Ниш из 1516. године, место је било једно од 111 села нахије и носило је исти назив као данас, а имало је 56 кућа, 6 удовичка домаћинства, 22 самачка домаћинства, 1 муслимана. Током наредних векова село је, као и остала села у околини Ниша, често страдало, а у рату 1690. године за неко време и потпуно опустело. Пред ослобођење од Турака, када је имало 32 куће, било је господарлук Ахмет-бега из Ниша. Године 1878. село је имало 32 домаћинства и 274 становника, а 1930. године 82 домаћинства и 699 становника.
Старе натуралне карактеристике село је почело да губи током периода Србије, да би у периоду међуратне Југославије у селу преовладала тржишна привреда са приградском ратарско-повртарском оријентацијом. У периоду 1955-1980. године у селу су се одиграле значајне промене у погледу економско-социјалне преструктурализације становништва. Године 1971. у селу је било 37 пољопривредних, 98 мешовитих и 98 непољопривредних домаћинстава. Током осме деценије 20. века село је добило карактеристике приградског мешовитог насеља.

## Саобраћај
До Горњег Међурова се може доћи линијама 35 ПАС Ниш - Бубањ - Горње Међурово - Бубањ Село - Ледена Стена - ПАС Ниш и линијом 35 ПАС Ниш - Ледена Стена - Бубањ Село - Горње Међурово - Бубањ - ПАС Ниш.

## Демографија
У насељу Горње Међурово живи 838 пунолетних становника, а просечна старост становништва износи 46,2 година (45,4 код мушкараца и 47,0 код жена). У насељу има 297 домаћинства, а просечан број чланова по домаћинству је 3,09.
Ово насеље је великим делом насељено Србима (према попису из 2002. године).
|  |

| Демографија | Демографија | Демографија |
| Година      | Становника  | Становника  |
| ----------- | ----------- | ----------- |
| 1948.       | 922         |             |
| 1953.       | 1.020       |             |
| 1961.       | 1.084       |             |
| 1971.       | 1.033       |             |
| 1981.       | 1.082       |             |
| 1991.       | 1.016       | 1.015       |
| 2002.       | 1.021       | 1.040       |
| 2011.       | 1.011       |             |
| 2022.       | 919         |             |

| Етнички састав према попису из 2002.‍ | Етнички састав према попису из 2002.‍ | Етнички састав према попису из 2002.‍ | Етнички састав према попису из 2002.‍ | Етнички састав према попису из 2002.‍ |
| ------------------------------------ | ------------------------------------ | ------------------------------------ | ------------------------------------ | ------------------------------------ |
|                                      |                                      |                                      |                                      |                                      |
| Срби                                 | Срби                                 |                                      | 998                                  | 97,74%                               |
| Роми                                 | Роми                                 |                                      | 16                                   | 1,56%                                |
| Црногорци                            | Црногорци                            |                                      | 2                                    | 0,19%                                |
| Македонци                            | Македонци                            |                                      | 2                                    | 0,19%                                |
| Хрвати                               | Хрвати                               |                                      | 1                                    | 0,09%                                |
| непознато                            | непознато                            |                                      | 0                                    | 0,0%                                 |

| Година пописа     | 1948. | 1953. | 1961. | 1971. | 1981. | 1991. | 2002. |
| ----------------- | ----- | ----- | ----- | ----- | ----- | ----- | ----- |
| Број домаћинстава | 148   | 171   | 217   | 233   | 273   | 279   | 302   |

| Број чланова      | 1  | 2  | 3  | 4  | 5  | 6  | 7 | 8 | 9 | 10 и више | Просек |
| ----------------- | -- | -- | -- | -- | -- | -- | - | - | - | --------- | ------ |
| Број домаћинстава | 43 | 69 | 55 | 53 | 45 | 26 | 8 | 2 | 0 | 1         | 3,38   |

| Пол    | Укупно | Неожењен/Неудата | Ожењен/Удата | Удовац/Удовица | Разведен/Разведена | Непознато |
| ------ | ------ | ---------------- | ------------ | -------------- | ------------------ | --------- |
| Мушки  | 472    | 134              | 289          | 29             | 19                 | 1         |
| Женски | 412    | 58               | 286          | 52             | 15                 | 1         |
| УКУПНО | 884    | 192              | 575          | 81             | 34                 | 2         |

| Пол    | Укупно                    | Пољопривреда, лов и шумарство | Рибарство                            | Вађење руде и камена | Прерађивачка индустрија       |
| ------ | ------------------------- | ----------------------------- | ------------------------------------ | -------------------- | ----------------------------- |
| Мушки  | 227                       | 21                            | 0                                    | 0                    | 100                           |
| Женски | 80                        | 12                            | 0                                    | 0                    | 32                            |
| УКУПНО | 307                       | 33                            | 0                                    | 0                    | 132                           |
| Пол    | Производња и снабдевање   | Грађевинарство                | Трговина                             | Хотели и ресторани   | Саобраћај, складиштење и везе |
| Мушки  | 4                         | 24                            | 22                                   | 3                    | 17                            |
| Женски | 0                         | 0                             | 12                                   | 1                    | 0                             |
| УКУПНО | 4                         | 24                            | 34                                   | 4                    | 17                            |
| Пол    | Финансијско посредовање   | Некретнине                    | Државна управа и одбрана             | Образовање           | Здравствени и социјални рад   |
| Мушки  | 0                         | 7                             | 7                                    | 5                    | 6                             |
| Женски | 0                         | 2                             | 1                                    | 6                    | 10                            |
| УКУПНО | 0                         | 9                             | 8                                    | 11                   | 16                            |
| Пол    | Остале услужне активности | Приватна домаћинства          | Екстериторијалне организације и тела | Непознато            | Непознато                     |
| Мушки  | 4                         | 0                             | 0                                    | 7                    | 7                             |
| Женски | 1                         | 0                             | 0                                    | 3                    | 3                             |
| УКУПНО | 5                         | 0                             | 0                                    | 10                   | 10                            |